# Vysoký kámen u Smrčné
Vysoký kámen u Smrčné este o arie protejată (arie specială de conservare — SAC, sit de importanță comunitară — SCI) din Republica Cehă întinsă pe o suprafață de 242,1 ha, integral pe uscat.

## Localizare
Centrul sitului Vysoký kámen u Smrčné este situat la coordonatele 49°27′53″N 15°34′23″E / 49.464722°N 15.573056°E.

## Înființare
Situl Vysoký kámen u Smrčné a fost declarat sit de importanță comunitară în aprilie 2005 pentru a proteja un număr necunoscut de specii din flora spontană și fauna sălbatică aflate în arealul zonei. Situl a fost protejat și ca arie specială de conservare în ianuarie 2017.

## Biodiversitate
Situată în ecoregiunea continentală, aria protejată conține 1 habitat natural: Păduri de fag Asperulo-Fagetum.
La baza desemnării sitului se află un număr nedeclarat de specii protejate.